# MIT Lincoln Laboratory

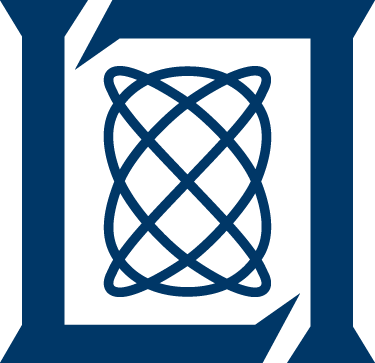
MIT Lincoln Laboratory

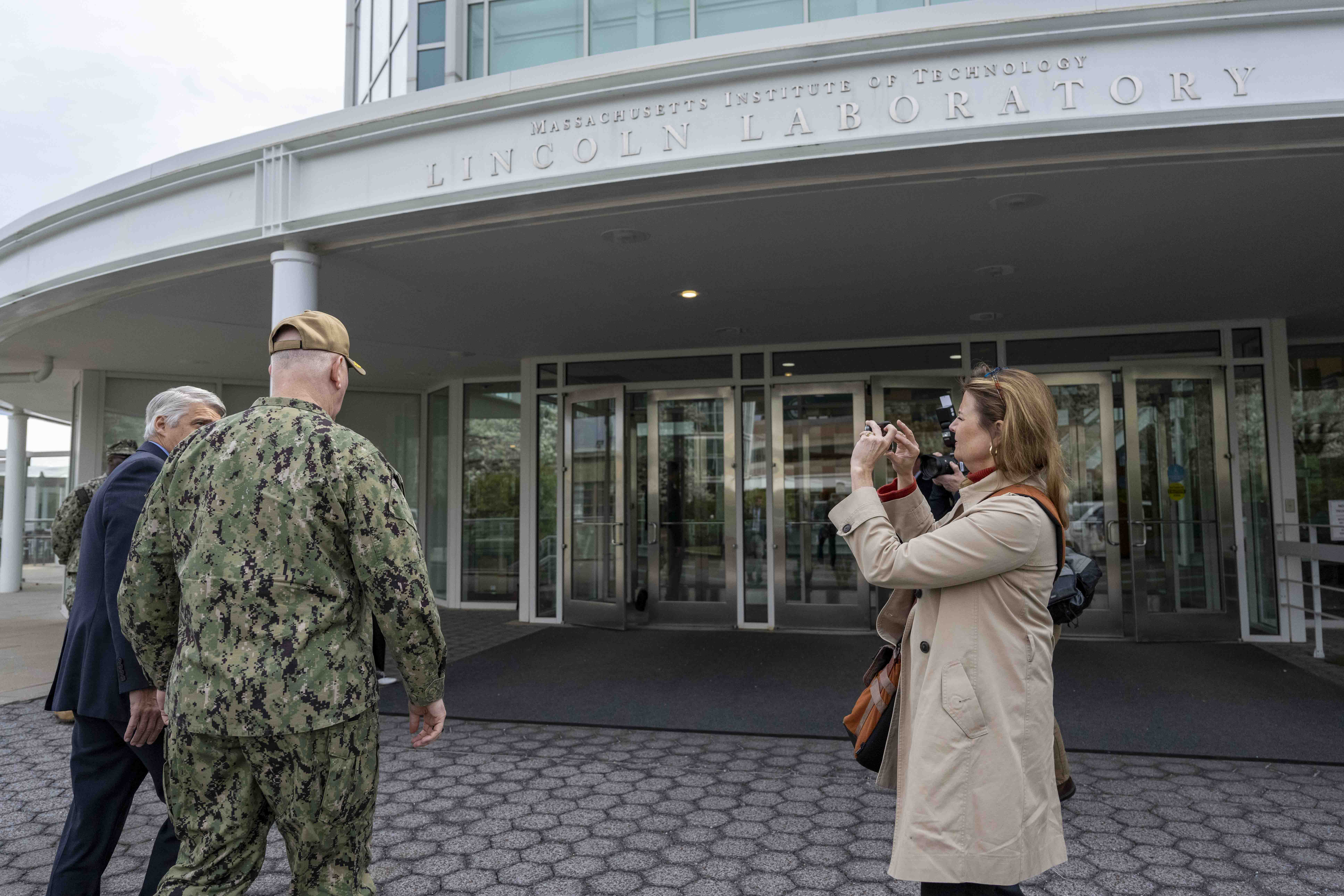
2024

O MIT Lincoln Laboratory, localizado em Lexington, Massachusetts, é um centro de pesquisa e desenvolvimento do Departamento de Defesa dos Estados Unidos voltado a aplicação de tecnologias avançadas à problemas de segurança nacional. O laboratório disponibiliza a base técnica para eletrônica militar, cobrindo desde radares até física de reentrada. 
passando por atividades de pesquisa e desenvolvimento em novas tecnologias e sistemas de prototipação e demonstração rápidos. Esses esforços estão alinhados com os principais objetivos da instituição. O laboratório trabalha com o setor industrial para transferir novas tecnologias e conceitos para novos produtos.